# مسابقة الملك سلمان للقرآن الكريم والسنة النبوية لدول غرب إفريقيا
مسابقة الملك سلمان للقرآن الكريم والسنة النبوية هي مسابقة سنوية تقام في دولة موريتانيا على مستوى دول غرب أفريقيا. صدرت موافقة خادم الحرمين الشريفين الملك سلمان بن عبد العزيز في 9 يونيو 2022 على البدء بإقامة المسابقة خلال الربع الأول من العام 1444هـ برعاية المملكة العربية السعودية. وتقام المسابقة بتنفيذ وإشراف وزارة الشؤون الإسلامية والدعوة والإرشاد في السعودية بالتنسيق مع نظيرتها في الجمهورية الإسلامية الموريتانية.